# حلال (شیمی)

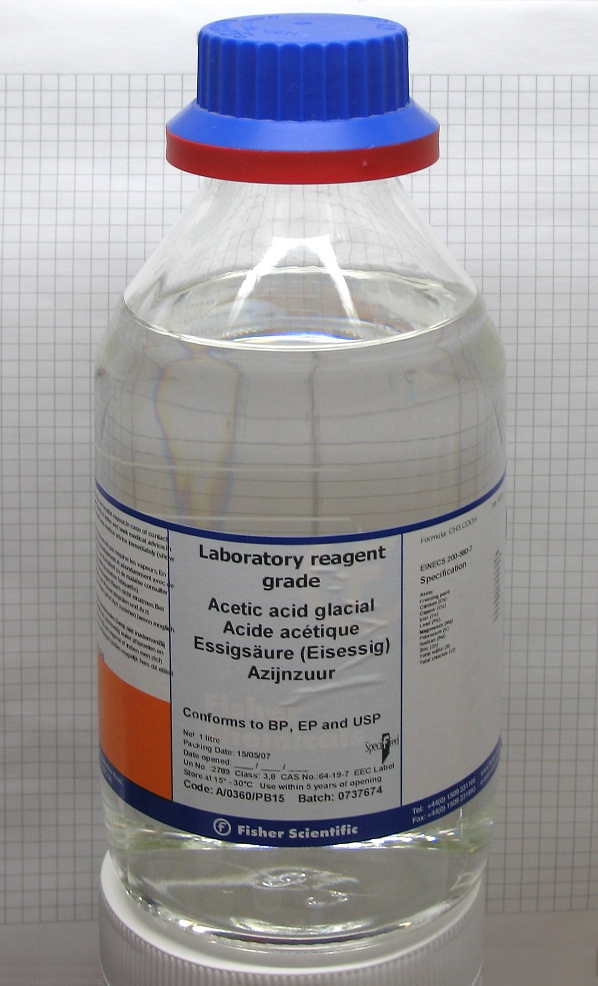
یک بطری استیک اسید که یک حلال مایع است.

حلّال (به انگلیسی: Solvent) ماده‌ای است که  حل شونده را در خود حل می‌کند و باعث ایجاد یک محلول می‌شود. حلال معمولاً یک ماده مایع است اما می‌تواند جامد، گاز یا یک سیال فوق بحرانی باشد. مقدار حل شونده ای که می‌تواند در حجم خاصی از حلال حل شود، با تغییر دما تغییر می‌کند. کاربرد اصلی حلال‌ها در ساخت رنگ، پاک کننده‌های رنگ‌ها و جوهرها، و خشک‌شویی است.
کاربردهای خاص حلال‌های آلی عبارتند از: استفاده در خشک‌شویی (به عنوان مثال تتراکلر اتیلن)، به عنوان مواد رقیق کننده رنگ (به عنوان مثال تولوئن و تربانتین)، به عنوان پاک کننده‌های لاک ناخن و حلال‌های چسب (استون، متیل استات، و اتیل استات)، در مواد پاک کننده لکه‌ها (مانند هگزان، و اتر بنزن)، در مواد شوینده (ترپین مرکبات) و در عطرها (اتانول).
آب یک حلال برای مولکول‌های قطبی و متداول‌ترین حلالی است که توسط موجودات زنده استفاده می‌شود. تمام یون‌ها و پروتئین‌های موجود در داخل سلول، در آب درون سلول حل می‌شوند. حلال‌ها در صنایع شیمیایی، دارویی، نفت و گاز از جمله در سنتزهای شیمیایی و فرایندهای تصفیه، کاربردهای مختلفی پیدا می‌کنند.

## طبقه‌بندی حلال‌ها
حلال‌ها را می‌توان به‌طور کلی به دو دستۀ قطبی و غیر قطبی طبقه‌بندی کرد. یک مورد خاص جیوه است که محلول‌های آن به نام آمالگام شناخته می‌شود. همچنین محلول‌های فلزی دیگری نیز وجود دارند که در دمای اتاق مایع هستند. به‌طور کلی، ثابت دی الکتریک حلال، مقیاسی تقریبی برای تعیین قطبیت حلال فراهم می‌کند. قطبیت بالای آب با ثابت دی الکترتیک بالای آن یعنی ۸۸ (در دمای ۰ درجه سلسیوس) نشان داده می‌شود. به‌طور کلی حلال‌هایی با ثابت دی الکتریک کمتر از ۱۵ غیر قطبی در نظر گرفته می‌شوند. ثابت دی الکتریک تمایل حلال را برای لغو بخشی از قدرت میدان الکتریکی ذره باردار غوطه ور اندازه‌گیری می‌کند. این کاهش سپس با قدرت میدان ذره باردار در خلأ مقایسه می‌شود. به صورت ابتکاری، می‌توان ثابت دی الکتریک یک حلال را توانایی آن در کاهش بار مؤثر داخلی املاح دانست. عموماً، ثابت دی الکتریک یک حلال پیش‌بینی کننده ای برای توانایی حلال در حل کردن ترکیبات یونی رایج، مانند نمک‌ها است.

## آب
مولکول آب (HOH) هم اتم هیدروژن و هم عامل OH- دارد؛ بنابراین هم باز و هم اسید و از این رو از لحاظ شیمیایی خنثی است.
آب خالص یا آب مقطر اسیدها، قلیاها، نمک‌های فلزی، صمغ‌های گیاهی، چسب‌های قوی (مانند: سریشم، چسب کازیین، چسب نشاسته، چسب اوره فرمالیدیید و ملامین فرمالیدیید)، سریش، رنگ پلاستیک و الکل‌ها را در خود حل می‌کند.

## حلال‌های آلی (غیر آبی)
هیدروژن و کربن عناصر اصلی این حلال‌ها می‌باشند و شامل ۱۰ نوع می‌باشند:
1. الکل‌ها ROH (که خود ۵ نوعند)
2. استرها
3. اترها خطی یا حلقوی
4. استون یا دی متیل کتون CH3COCH3
5. بنزن C6H6
6. تولوئن (متیل بنزن) C6H5-CH3
7. زایلین (دی متیل بنزن) 2(C6H4(CH3
8. کلروفرم CHCL3
9. تتراکلروکربن CCL4
10. تربانتین C10H16

## حلال‌های ترپنی
از قدیمی‌ترین گونه حلال‌ها می‌باشد که از درختان کاج و صنوبر به دست می‌آید و در گذشته مصرف بسیار زیادی در ساخت رنگ‌های ساختمانی، ورنی‌ها و رنگ‌های هنری داشته‌اند. اما امروزه به علت گران‌قیمت بودن روش تهیه، حلالیت کم، کندی سرعت تبخیر و بوی تند، آن‌ها با حلال‌های هیدروکربنی که از مواد نفتی به دست می‌آیند و ارزان قیمت تر هستند جایگزین شده‌اند. علاوه بر صنایع رنگ‌سازی در هنر عکاسی نیز مورد استفاده قرار می‌گیرند و مشتمل بر تربانتین، دی پنتن، روغن کاج و صنوبر هستند.

## اتانول
اتانول بیشترین کاربرد در آزمایش‌های علمی را دارد. اما به علت قابلیت حل شدن در آب و اتر در رزین‌های طبیعی مانند شلاک، پلی وینیل استات PVA، پلی وینیل بوتیرال، استرهای رزینی، رزین‌های کیتونی و غیره به کار برده می‌شود. از اتانول به عنوان حلال، میکروب کش، ضدیخ، سوخت، مادهٔ کسل‌کننده در صنایع پتروشیمی، داروسازی و غیره استفاده می‌شود.

## حلال‌های چندجزئی
حلال های چند جزئی پس از جنگ جهانی دوم در اتحاد جماهیر شوروی ظاهر شدند و امروزه همچنان در سایر کشورها مورد استفاده و تولید قرار می‌گیرند.

### حلال‌ها
| نام           | ترکیب شیمیایی                                                                            |
| ------------- | ---------------------------------------------------------------------------------------- |
| حلال ۶۴۵      | تولوئن ۵۰٪, بوتیل استات ۱۸٪, اتیل استات ۱۲٪, بوتانول ۱۰٪, اتانول ۱۰٪.                    |
| حلال ۶۴۶      | تولوئن 50%, اتانول 15%, بوتانول ۱۰٪, بوتیل- یا امیل استات 10%, اتیل سلوسالو 8%, استون 7% |
| حلال ۶۴۷      | بوتیل- یا امیل استات 29.8%, اتیل استات ۲۱٫۲٪, بوتانول ۷٫۷٪, تولوئن یا پایروبنزین 41.3%   |
| حلال ۶۴۸      | بوتیل استات ۵۰٪, اتانول ۱۰٪, بوتانول ۲۰٪, تولوئن 20%                                     |
| حلال ۶۴۹      | اتیل سلوسالو ۳۰٪, بوتانول 20%, زایلین ۵۰٪                                                |
| حلال ۶۵۰      | اتیل سلوسالو ۲۰٪, بوتانول ۳۰٪, زایلین 50%                                                |
| حلال ۶۵۱      | وایت اسپریت ۹۰٪, بوتانول ۱۰٪                                                             |
| حلال KR-36    | بوتیل استات ۲۰٪, بوتانول ۸۰٪                                                             |
| حلال P-4      | تولوئن ۶۲٪, استون ۲۶٪, بوتیل استات ۱۲٪.                                                  |
| حلال P-10     | زایلین ۸۵٪, استون ۱۵٪.                                                                   |
| حلال P-12     | تولوئن ۶۰٪, بوتیل استات ۳۰٪, زایلین ۱۰٪.                                                 |
| حلال P-14     | سیکلوهگزانون ۵۰٪, تولوئن ۵۰٪.                                                            |
| حلال P-24     | حلال ۵۰٪, زایلین ۳۵٪, استون ۱۵٪.                                                         |
| حلال P-40     | تولوئن ۵۰٪, اتیل سلوسالو ۳۰٪, استون ۲۰٪.                                                 |
| حلال P-219    | تولوئن ۳۴٪, سیکلوهگزانون ۳۳٪, استون ۳۳٪.                                                 |
| حلال P-3160   | بوتانول ۶۰٪, اتانول ۴۰٪.                                                                 |
| حلال RCC      | زایلین ۹۰٪, بوتیل استات ۱۰٪.                                                             |
| حلال RML      | اتانول ۶۴٪, اتیل سلوسالو ۱۶٪, تولوئن ۱۰٪, بوتانول ۱۰٪.                                   |
| حلال PML-315  | تولوئن ۲۵٪, زایلین ۲۵٪, بوتیل استات ۱۸٪, اتیل سلوسالو ۱۷٪, بوتانول ۱۵٪.                  |
| حلال PC-1     | تولوئن ۶۰٪, بوتیل استات ۳۰٪, زایلین ۱۰٪.                                                 |
| حلال PC-2     | وایت اسپریت ۷۰٪, زایلین ۳۰٪.                                                             |
| حلال RFG      | اتانول ۷۵٪, بوتانول ۲۵٪.                                                                 |
| حلال RE-1     | زایلین ۵۰٪, استون ۲۰٪, بوتانول ۱۵٪, اتانول ۱۵٪.                                          |
| حلال RE-2     | حلال ۷۰٪, اتانول ۲۰٪, استون ۱۰٪.                                                         |
| حلال RE-3     | حلال ۵۰٪, اتانول ۲۰٪, استون ۲۰٪, اتیل سلوسالو ۱۰٪.                                       |
| حلال RE-4     | حلال ۵۰٪, استون ۳۰٪, اتانول ۲۰٪.                                                         |
| حلال FK-1 (?) | الکل مطلق (۹۹٫۸٪) ۹۵٪, اتیل استات ۵٪                                                     |

### تینرها (رقیق کننده‌ها)
| نام            | ترکیب شیمیایی                                                                                  |
| -------------- | ---------------------------------------------------------------------------------------------- |
| Thinner RKB-1  | بوتانول ۵۰٪, زایلین ۵۰٪                                                                        |
| Thinner RKB-2  | بوتانول ۹۵٪, زایلین ۵٪                                                                         |
| Thinner RKB-3  | زایلین ۹۰٪, بوتانول ۱۰٪                                                                        |
| Thinner M      | اتانول ۶۵٪, بوتیل استات ۳۰٪, اتیل استات ۵٪.                                                    |
| Thinner P-7    | سیکلوهگزانون ۵۰٪, اتانول ۵۰٪.                                                                  |
| Thinner R-197  | زایلین ۶۰٪, بوتیل استات ۲۰٪, اتیل سلوسالو ۲۰٪.                                                 |
| Thinner of WFD | تولوئن ۵۰٪, بوتیل استات (یا امیل استات) ۱۸٪, بوتانول ۱۰٪, اتانول ۱۰٪, اتیل استات ۹٪, استون ۳٪. |

## خواص فیزیکی

### جدول خصوصیات حلالهای رایج
حلال‌ها به سه گروه غیرقطبی، قطبی اپروتیک، و قطبی پروتیک تقسیم‌بندی شده‌اند. خواص حلال‌هایی که بیشتر از آب هستند با حروف پررنگ مشخص شده‌اند.
| حلال                    | فرمول شیمیایی       | دمای جوش(°C)        | ثابت دی الکتریک     | چگالی(g/mL)         | مومنتم دوقطبی(D)    |
| حلال های هیدروکربنی     | حلال های هیدروکربنی | حلال های هیدروکربنی | حلال های هیدروکربنی | حلال های هیدروکربنی | حلال های هیدروکربنی |
| ----------------------- | ------------------- | ------------------- | ------------------- | ------------------- | ------------------- |
| پنتان                   | CH3CH2CH2CH2CH3     | ۳۶٫۱                | ۱٫۸۴                | ۰٫۶۲۶               | ۰٫۰۰                |
| هگزان                   | CH3CH2CH2CH2CH2CH3  | ۶۹                  | ۱٫۸۸                | ۰٫۶۵۵               | ۰٫۰۰                |
| بنزن                    | C6H6                | ۸۰٫۱                | ۲٫۳                 | ۰٫۸۷۹               | ۰٫۰۰                |
| تولوئن                  | C6H5-CH3            | ۱۱۱                 | ۲٫۳۸                | ۰٫۸۶۷               | ۰٫۳۶                |
| حلال‌های اتر             |                     |                     |                     |                     |                     |
| ۴٬۱-دی‌اکسان             | C4H8O2              | ۱۰۱٫۱               | ۲٫۳                 | ۱٫۰۳۳               | ۰٫۴۵                |
| دی‌اتیل اتر              | CH3CH2-O-CH2CH3     | ۳۴٫۶                | ۴٫۳                 | ۰٫۷۱۳               | ۱٫۱۵                |
| تتراهیدروفوران (THF)    | C4H8O               | ۶۶                  | ۷٫۵                 | ۰٫۸۸۶               | ۱٫۷۵                |
| حلال‌های کلروکربن        |                     |                     |                     |                     |                     |
| کلروفرم                 | CHCl3               | ۶۱٫۲                | ۴٫۸۱                | ۱٫۴۹۸               | ۱٫۰۴                |
|                         |                     |                     |                     |                     |                     |
| دی‌کلرومتان (DCM)        | CH2Cl2              | ۳۹٫۶                | ۹٫۱                 | ۱٫۳۲۶۶              | ۱٫۶۰                |
| اتیل استات              | CH3-C(=O)-O-CH2-CH3 | ۷۷٫۱                | ۶٫۰۲                | ۰٫۸۹۴               | ۱٫۷۸                |
| استون                   | CH3-C(=O)-CH3       | ۵۶٫۱                | ۲۱                  | ۰٫۷۸۶               | ۲٫۸۸                |
| دی‌متیل فرم‌آمید (DMF)    | H-C(=O)N(CH3)2      | ۱۵۳                 | ۳۸                  | ۰٫۹۴۴               | ۳٫۸۲                |
| استونیتریل (MeCN)       | CH3-C≡N             | ۸۲                  | ۳۷٫۵                | ۰٫۷۸۶               | ۳٫۹۲                |
| دی‌متیل سولفوکسید (DMSO) | CH3-S(=O)-CH3       | ۱۸۹                 | ۴۶٫۷                | ۱٫۰۹۲               | ۳٫۹۶                |
| نیترومتان               | CH3-NO2             | ۱۰۰–۱۰۳             | ۳۵٫۸۷               | ۱٫۱۳۷۱              | ۳٫۵۶                |
| پروپیلن کربنات          | C4H6O3              | ۲۴۰                 | ۶۴٫۰                | ۱٫۲۰۵               | ۴٫۹                 |
| حلال‌های پروتیک قطبی     |                     |                     |                     |                     |                     |
| آمونیاک                 | NH3                 | -۳۳٫۳               | ۱۷                  | ۰٫۶۷۴ (at -33.3 °C) | ۱٫۴۲                |
| اسید فرمیک              | H-C(=O)OH           | ۱۰۰٫۸               | ۵۸                  | ۱٫۲۱                | ۱٫۴۱                |
| n-بوتانول               | CH3CH2CH2CH2OH      | ۱۱۷٫۷               | ۱۸                  | ۰٫۸۱۰               | ۱٫۶۳                |
| ایزوپروپیل الکل (IPA)   | CH3-CH(-OH)-CH3     | ۸۲٫۶                | ۱۸                  | ۰٫۷۸۵               | ۱٫۶۶                |
| n-پروپانول              | CH3CH2CH2OH         | ۹۷                  | ۲۰                  | ۰٫۸۰۳               | ۱٫۶۸                |
| اتانول                  | CH3CH2OH            | ۷۸٫۲                | ۲۴٫۵۵               | ۰٫۷۸۹               | ۱٫۶۹                |
| متانول                  | CH3OH               | ۶۴٫۷                | ۳۳                  | ۰٫۷۹۱               | ۱٫۷۰                |
| استیک اسید              | CH3-C(=O)OH         | ۱۱۸                 | ۶٫۲                 | ۱٫۰۴۹               | ۱٫۷۴                |
| آب                      | H-O-H               | ۱۰۰                 | ۸۰                  | ۱٫۰۰۰               | ۱٫۸۵                |

انجمن شیمی آمریکا ابزاری را برای انتخاب حلال‌ها بر اساس تجزیه و تحلیل مولفه‌های اصلی خواص حلال ارائه می‌دهد.